# 加藤心
加藤 心（かとう こころ、2000年〈平成12年〉11月1日 - ）は、日本の歌手、アイドルであり、ガールズグループME:Iのメンバー、韓国のガールズグループCherry Bulletの元メンバーである。ME:Iでの活動名はCOCORO。愛知県名古屋市出身。身長166cm。所属事務所はLAPONE GIRLS。

## 略歴
2000年（平成12年）11月1日に生まれる。
2011年（平成23年）、ミュージカル『アニー』において、トゥモロー組のテシー役として出演。
2016年（平成28年）6月、エイベックス・アーティストアカデミー名古屋校の公式育成ユニットチーム「NINè」の2期メンバーとしてデビュー。同年11月、「NINè」を脱退し、FNCエンターテインメントに練習生として入社した。
2018年（平成30年）11月23日、FNCエンターテインメントによる予告写真が公開された。
2019年（平成31年）1月21日、Cherry Bulletのメンバーとして、デビューシングル『Let's Play Cherry Bullet』で正式にデビューした。同年12月13日、FNCエンターテインメントとの専属契約を解除し、Cherry Bulletを脱退した。
2023年（令和5年）9月3日、サバイバルオーディション番組『PRODUCE 101 JAPAN THE GIRLS』に練習生として出演することが発表される。同年12月16日、最終順位11位でME:Iとしてのデビューが決定。
2024年（令和6年）4月17日、シングル『MIRAI』の｢Click｣でデビューした。
2025年（令和7年）3月29日より、治療と休養に専念するため当面の活動を休止。

## 出演

### 配信番組
- PRODUCE 101 JAPAN THE GIRLS（2023年10月5日 - 12月16日、Lemino） - 101練習生[11]

### ミュージカル
- アニー（2011年） - トゥモロー組・テシー 役[4][15]